# エドゥアルト・リンデンベルク
- エドゥアール・ランダンベール
- エドワード・リンデンバーグ

エドゥアルト・リンデンベルク（Édouard Lindenberg, 1908年1月8日 - 1973年8月5日、多くエドゥアルド・リンデンバーグ、あるいは仏語読みのエドゥアール・ランダンベールと表記される)は、ルーマニア出身の指揮者。妹は抽象主義の画家でニューヨークを中心に活躍したヘッダ・シュテルン。

## 生涯
ブカレストでドイツ系（トランシルヴァニア・ザクセン人）として生まれ、ブカレスト大学を卒業。
ウィーンでヘルマン・シェルヘンとフランツ・シャルクの各氏に指揮法を師事した。ルーマニアに帰国後は1947年までブカレスト・フィルハーモニー管弦楽団の指揮者陣に加わり、ブカレスト音楽院でコンスタンティン・シルヴェストリと共に指揮法を教え、セルジュ・コミッショーナらを育てた。1947年からパリに活動の本拠を移し、パリ・オペラ座、コンセール・ラムルー、コンセール・パドルーやフランス国立放送管弦楽団などに客演してフランスでのキャリアを築き、スペイン、イスラエル、スイス、ドイツやアイルランドなど世界各地のオーケストラにも客演した。
1973年、フランス・パリにて死去。